# جان وودراف
جان وودراف (انگلیسی: John Woodruff؛ ۵ ژوئیه ۱۹۱۵ – ۳۰ اکتبر ۲۰۰۷) دونده دو نیمه‌استقامت اهل ایالات متحده آمریکا بود.
وی در مسابقات کشوری و بین‌المللی در مجموع برندهٔ ۱ مدال طلا شده‌است.